# ريبيكا سينغ
ريبيكا سينغ (بالإنجليزية: Rebecca Singh)‏ هي صحفية نيوزيلندية، ولدت في 28 يناير 1975.